# Cal Brunker
Callan Stuart "Cal" Brunker (Montreal, 16 de novembro de 1978) é um animador, artista de storyboard, roteirista e diretor de cinema canadense. Ele é mais conhecido por dirigir o filme de animação da The Weinstein Company, A Fuga do Planeta Terra (2013), The Nut Job 2: Nutty by Nature (2017) e Patrulha Canina: O Filme (2021), todos em colaboração com seu parceiro de dupla Bob Barlen, que atuou como coroteirista nesses filmes.

## Carreira
Cal Brunker tem colaborado frequentemente com seu parceiro Bob Barlen desde Ollie & the Baked Halibut (2009), que mais tarde escreveu filmes ao lado desde então. Brunker trabalhou como artista de storyboard e animador em filmes como Looney Tunes: De Volta à Ação, Horton e o Mundo dos Quem!, e Meu Malvado Favorito. Dirigiu filmes como A Fuga do Planeta Terra e The Nut Job 2: Nutty by Nature. Brunker e Barlen escreveram o roteiro para Arctic Justice: Brigada Trovão, Cranston Academy: Monster Zone e Big Pai, Big Filho, em que coproduziram.
Ele também dirigiu o filme Patrulha Canina: O Filme, uma adaptação cinematográfica da série animada Patrulha Canina. Atuando como diretor e coroteirista e mais uma vez colaborando com Barlen ao lado de Billy Frolick, foi produzido pela Spin Master e a Nickelodeon Movies e lançado pela Paramount Pictures em agosto de 2021. 

## Filmografia

### Filme
| Ano  | Título                               | Função                                                                     |
| ---- | ------------------------------------ | -------------------------------------------------------------------------- |
| 2003 | Looney Tunes: De Volta à Ação        | Artista de Clean-up                                                        |
| 2005 | Kronk's New Groove                   | Animador                                                                   |
| 2008 | Horton e o Mundo dos Quem!           | Artista de storyboard                                                      |
| 2009 | A Era do Gelo 3                      | Artista de storyboard                                                      |
| 2009 | 9                                    | Artista de storyboard                                                      |
| 2009 | Ollie and the Baked Halibut          | Curta-metragem de Animação                                                 |
| 2010 | Jonah Hex - O Caçador de Recompensas | Pré-visualização                                                           |
| 2010 | Meu Malvado Favorito                 | Artista de storyboard                                                      |
| 2012 | A Era do Gelo 4                      | Artista de storyboard adicional                                            |
| 2013 | A Fuga do Planeta Terra              | Diretor Escritor (com Bob Barlen)                                          |
| 2015 | Minions                              | Artista de storyboard adicional                                            |
| 2016 | Ratchet & Clank                      | Artista de storyboard Designer                                             |
| 2016 | Pets - A Vida Secreta dos Bichos     | Artista de storyboard                                                      |
| 2017 | Big Pai, Big Filho                   | Escritor e coprodutor-executivo (com Bob Barlen)                           |
| 2017 | The Nut Job 2: Nutty by Nature       | Diretor Escritor (com Bob Barlen e Scott Bindley) Voz de Charming Chipmunk |
| 2019 | The Puppet Master                    | Diretor Escritor (com Bob Barlen) Curta-metragem                           |
| 2019 | Arctic Justice: Brigada Trovão       | Escritor (com Bob Barlen, Matt Lyon, Aaron Woodley e Bryan Thompson)       |
| 2020 | Cranston Academy: Monster Zone       | Escritor (com Bob Barlen)                                                  |
| 2020 | Bigfoot Family                       | Escritor (com Bob Barlen) Produtor-executivo                               |
| 2021 | Patrulha Canina: O Filme             | Diretor Escritor (com Bob Barlen e Billy Frolick)                          |
| 2023 | PAW Patrol: The Mighty Movie         | Diretor Escritor (com Bob Barlen)                                          |

### Televisão
| Ano       | Título                          | Função                                                                                  |
| --------- | ------------------------------- | --------------------------------------------------------------------------------------- |
| 2005      | Cyberchase: A Corrida do Espaço | Designer                                                                                |
| 2009      | Ninjamaica                      | Diretor Artista de storyboard Filme de televisão Estreia na direção de longas-metragens |
| 2009–2010 | Mistureba                       | Artista de storyboard                                                                   |